# الرياضة في المملكة المتحدة

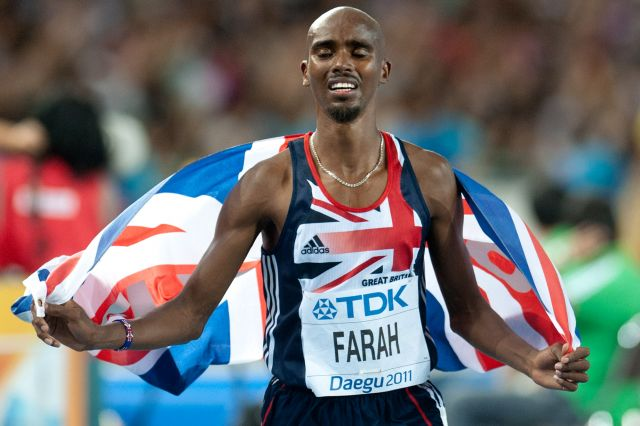
محمد فرح في 2011

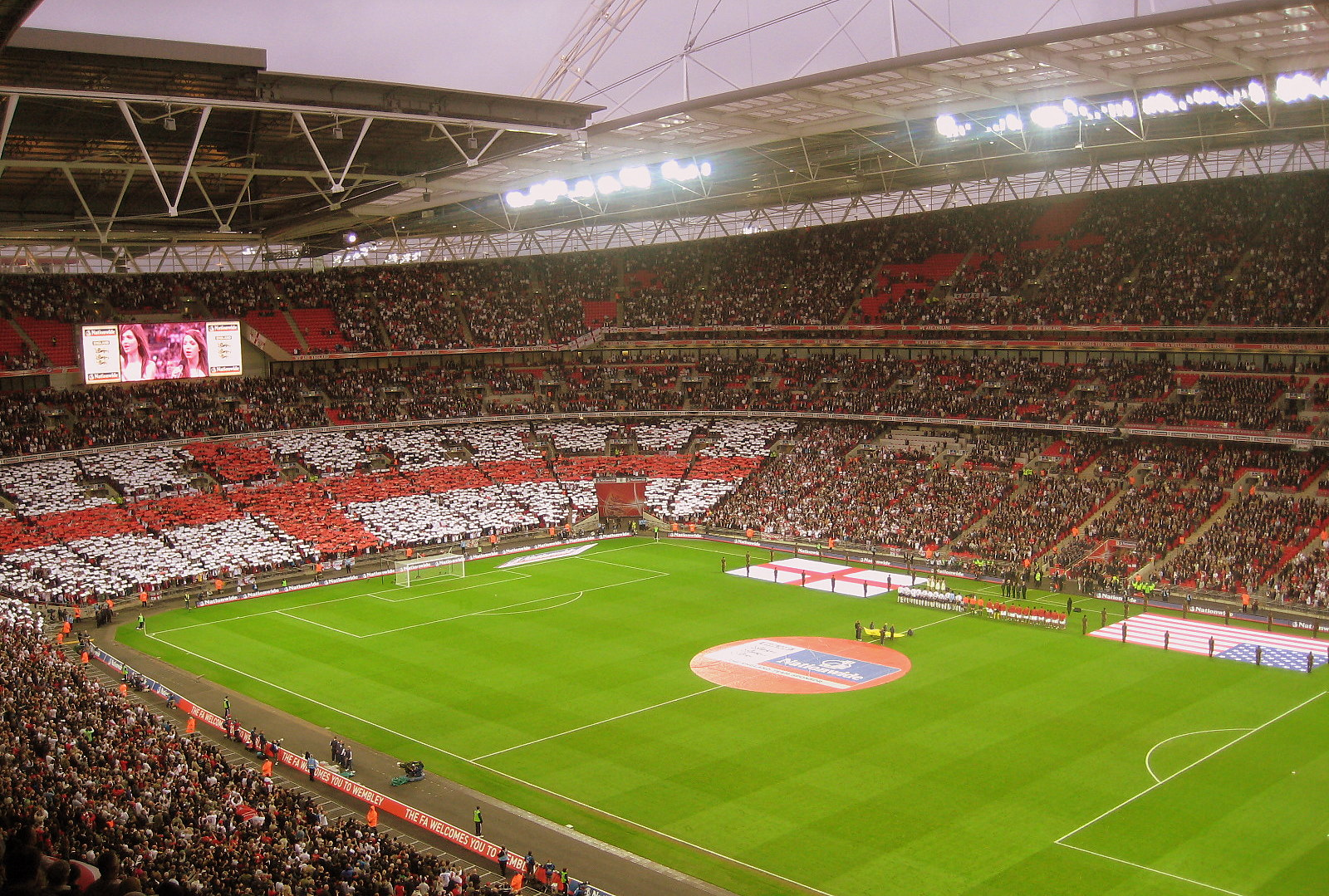
ملعب ويمبلي في لندن

تلعب الرياضة في المملكة المتحدة دورًا مهمًا في الثقافة البريطانية. قدّمت المملكة المتحدة للعالم مجموعة من الرياضات الدولية الكبرى بما في ذلك كرة القدم، وتنس الريشة، والبلياردو، ولعبة البولينغ، والملاكمة، والكريكيت، والكروكيت، والكيرلنغ، ولعبة السهام المريشة، والغولف، ولعبة الخمسات (فايفس)، والهوكي، وكرة الشبكة، والرغبي (الاتحاد والدوري)، والتنس، وتنس الطاولة، والسنوكر، والإسكواش، وكرة الماء. جرى توحيد المعايير لمختلف الألعاب الرياضية في المملكة المتحدة، كما هو الحال في التجديف، ورياضات الرقص، ورياضة السيارات.
وبالتزامن مع المراحل الباكرة للعديد من الألعاب الرياضية، كانت كل من إنجلترا واسكتلندا وويلز وأيرلندا من السباقين بين الهيئات الإدارية المنفصلة في تشكيل المنتخبات الوطنية وتنظيم مسابقات الدوري المحلي. بعد عام 1922، شكّلت بعض الألعاب الرياضية هيئات منفصلة تابعة لأيرلندا الشمالية رغم استمرار تنظيم بعض الألعاب الرياضية على أساس أيرلندا كلها.
تُستكمل هذه المنتخبات في عدد قليل من الألعاب الرياضية، بفعاليات عالية المستوى تضم منتخبًا مشتركًا يمثّل دولة واحدة أو أكثر.
للحصول على معلومات حول الرياضة في إحدى البلدان الأم البريطانية، فقد ترغب في قراءة مقالات الرياضة في إنجلترا أو الرياضة في اسكتلندا أو مقالات الرياضة في ويلز أو الرياضة في أيرلندا الشمالية أو مقالة الرياضة في أيرلندا عند الاقتضاء.
بشكل عام، تجذب كرة القدم أكبر عدد من المشاهدين والمال على الرغم من تميّز الأمة بتنوع اهتماماتها الرياضية، خاصة على المستوى النخبوي. تشمل الرياضات الفردية الرئيسية ألعاب القوى وركوب الدراجات ورياضة السيارات وسباق الخيل. تُعتَبر رياضة التنس بمثابة الرياضة الأبرز على امتداد أسبوعين من بطولة ويمبلدون، ومع ذلك، تكافح هذه الرياضة من أجل الحفاظ على مكانتها في البلد الذي وُلدت فيه. تبرز لعبة السنوكر ولعبة السهام المريشة أيضًا، من خلال تسليط الضوء عليها بشكل متزايد تماشيًا مع إقامة الأحداث الكبرى الخاصة بهذه الرياضات. وتُلعب العديد من الرياضات الأخرى وتُتَابع بدرجة أقل. يوجد نقاش كبير عند تحديد الرياضة ذات العدد الأكبر من المشاركين الفعّالين، مع تفوّق كل من السباحة، وألعاب القوى، وركوب الدراجات، على كرة القدم في عدد المشاركين الفعالين تبعًا لاستبيان أجرته هيئة الرياضة الإنجليزية في عام 2010 حول تعداد السكان النشطين.

## نبذة تاريخية

### القرن السابع عشر
أوضحت الكتابة دور القوة التطهيرية والحرب الأهلية الإنجليزية واستعادة الملكية في إنجلترا. قام البرلمان الطويل في عام 1642 «بحظر المسارح، وهذا ما قوبل بالرفض التطهيري. على الرغم من اتخاذ إجراءات مماثلة ضد بعض الألعاب الرياضية، فإنه من غير الواضح ما إذا كانت لعبة الكريكيت قد تعرضت للحظر بأي شكل، ويُمنَع على اللاعبين تدنيس السبت المقدس». في عام 1660، «أعقب استعادة الملكية في إنجلترا على الفور إعادة فتح المسارح وبالتالي رفع أي عقوبات فرضها التطهيريون سابقًا على لعبة الكريكيت». نشير إلى أن الظروف السياسية والاجتماعية والاقتصادية في أعقاب عملية استعادة الملكية شجعت المقامرة المفرطة، لدرجة أصبح فيها قانون المقامرة أمرًا ضروريًّا في عام 1664. ومن المؤكد أن تمويل لعبة الكريكيت وسباق الخيل والملاكمة (أي القتال على الجائزة) كان من فوائد المقامرة. يوضح ليش هواية رعاة الكريكيت، وجميعهم مقامرون، في تشكيل منتخبات قوية خلال القرن الثامن عشر لتمثيل مصالحهم. يُعرّف الفريق القوي بأنه ممثل واحد لأكثر من أبرشية، مع تأكد ليش من تشكيل هذه الفرق في عام 1660 أو بعده مباشرة. قبل الحرب الأهلية الإنجليزية والكومنولث، خلُصت جميع الأدلة المتوفرة إلى تطور لعبة الكريكيت إلى مستوى الكريكيت القروي فقط في الأماكن التي تنافست فيها الفرق الممثلة لأبرشية واحدة. تُعدّ «الفرق القوية» في مرحلة ما بعد استعادة الملكية علامة على تطور لعبة الكريكيت (وبكل تأكيد، تطور الرياضة الجماعية الاحترافية، إذ تُعتبر الكريكيت أقدم رياضة جماعية احترافية) من مستوى الأبرشية إلى مستوى المقاطعة. كانت هذه نقطة الانطلاق للكريكيت الرائد أو كريكيت الدرجة الأولى. يصادف عام 1660 أيضًا بداية الرياضة الجماعية الاحترافية.

### الكريكيت
رسَّخت لعبة الكريكيت أقدامها بين الطبقة الراقية الإنجليزية في القرن الثامن عشر، وكانت مساهمًا رئيسيًا في مجال التنافس الرياضي بين المدارس العامة. شجعت وحدات الجيش في جميع أنحاء الإمبراطورية، نتيجة امتلاكهم للكثير من أوقات الفراغ، السكان المحليين على تعلم لعبة الكريكيت ليحصلوا على القليل من المنافسة الترفيهية. دخلت لعبة الكريكيت معظم الإمبراطورية، باستثناء كندا. بدأت مباريات الكريكيت التجريبية أو تيست كريكيت (الدولية) في سبعينيات القرن التاسع عشر؛ كانت التنافس الأول والأكثر شهرة بين أستراليا وإنجلترا على جائزة «الرماد».

### المدارس العامة
قدّم عدد من المدارس العامة مثل وينشستر وإيتون أشكال مختلفة من كرة القدم وغيرها من الألعاب الرياضية لتلاميذهم. وُصفَت في ذلك الوقت بأنها «بريئة وقانونية»، بالمقارنة بكل تأكيد مع الألعاب الريفية الأكثر قسوة. انتقلت الألعاب الرياضية نتيجة التوسع الحضري في القرن التاسع عشر إلى المراكز الحضرية الجديدة ووقعت تحت تأثير الطبقات الوسطى والعليا. بدأ تطبيق القواعد واللوائح الموضوعة في المؤسسات الإنجليزية على اللعبة ذات النطاق المتسع، إذ أنشِئت الهيئات الإدارية في إنجلترا لعدد من الألعاب الرياضية بحلول نهاية القرن التاسع عشر. أدّى النفوذ المتزايد للطبقة العليا إلى تركيز الاهتمام على الهواة، وروح «اللعب النظيف». دفعت الثورة الصناعية أيضًا نحو زيادة في التنقل، وخلق الفرصة للجامعات في بريطانيا وأماكن أخرى للتنافس مع بعضها البعض. أثار ذلك محاولات متزايدة لتوحيد مختلف الألعاب في إنجلترا والتوفيق بينها، ما أدّى إلى إنشاء اتحاد كرة القدم في لندن، الذي يُعتبر أول هيئة إدارية رسمية في كرة القدم.
كانت الأولوية هي إيجاد التدريب اللازم لتوجيه الرياضة نحو الاحترافية. وتحققت هذه الاحترافية تدريجيًا في العصر الفيكتوري وترسخت بحلول عام 1914. سعت الوحدات العسكرية في الحرب العالمية الأولى إلى البحث عن مدربين للإشراف على التأهيل البدني وتطوير فرق ذات روح معنوية عالية.

### ثقافة الألعاب الرياضية
كان رئيس الوزراء البريطاني جون ميجور القائد السياسي الأكثر تشجيعًا للرياضة. قال في عام 1995:
لقد اخترعنا غالبية الرياضات العظيمة في العالم .... كانت بريطانيا في القرن التاسع عشر مهدًا لثورة في الرفاهية لا تقل أهمية عن الثورات الزراعية والصناعية التي أطلقناها في القرن السابق.
أظهر البريطانيون اهتمامًا أعمق بالرياضة وتنوعًا أكبر من أي منافس آخر. كان السبب الرئيسي في ذلك هو تطوير شبكة السكك الحديدية في المملكة المتحدة قبل الدول الأخرى. وهذا ما سمح بنشر الصحف الوطنية، والسفر في جميع أنحاء البلاد قبل زمن كبير من تحقيق هذه الأمور في أماكن أخرى. أعطوا القضايا الأخلاقية مثل الروح الرياضية واللعب النظيف مكانة متميزة. أصبح الكريكيت رمزًا للروح الإمبراطورية في جميع أنحاء الإمبراطورية. جذبت كرة القدم الطبقات العاملة في المناطق الحضرية بشكل كبير، والتي قدمت بدورها للعالم الرياضي ما يُعرف بالمتفرّج المشاكس. ظهر جدل كبير في بعض الألعاب الرياضية فيما يتعلق بالكفاح من أجل الحفاظ على نقاوة الرياضيين الهواة وخاصة في لعبة الركبي والتجديف. أصبحت الألعاب الجديدة شائعة بين عشية وضحاها تقريبًا، بما في ذلك التنس العشبي وركوب الدراجات والهوكي. كان من المرجح دخول النساء بشكل أكبر في هذه الرياضات من تلك الرياضات القديمة المنشأ. هيمنت الطبقة الأرستقراطية وطبقة النبلاء، من خلال السيطرة المطلقة على حقوق الأرض، على رياضات الصيد والرماية وصيد الأسماك وسباق الخيل. تعود العديد من الألعاب الرياضية الأولمبية الحديثة في أصلها إلى بريطانيا.